# Taal
Taal è una municipalità di quarta classe delle Filippine, situata nella Provincia di Batangas, nella Regione del Calabarzon.
Taal è formata da 42 baranggay:
- Apacay
- Balisong
- Bihis
- Bolbok
- Buli
- Butong
- Carasuche
- Cawit
- Caysasay
- Cubamba
- Cultihan
- Gahol
- Halang
- Iba
- Ilog
- Imamawo
- Ipil
- Laguile
- Latag
- Luntal
- Mahabang Lodlod

- Niogan
- Pansol
- Poblacion 1
- Poblacion 2
- Poblacion 3
- Poblacion 4
- Poblacion 5
- Poblacion 6
- Poblacion 7
- Poblacion 8
- Poblacion 9
- Poblacion 10
- Poblacion 11
- Poblacion 12
- Poblacion 13
- Poblacion 14
- Pook
- Seiran
- Tatlong Maria
- Tierra Alta
- Tulo